# Cavedone
Il Cavedone è una località e area statistica di Bologna, amministrativamente collocato nel quartiere Savena, in zona Mazzini, e demarcato a nord da via Emilia Levante (tratto urbano di Via Emilia), a est da via Firenze, a sud da via Cavazzoni e a ovest dalla linea ferroviaria Bologna-Firenze.

## Storia
Il nome deriva dal termine bolognese cavedone, ovvero un grande argine artificiale di terra e legname. Nel 1776, infatti, il corso del torrente Savena venne deviato mediante un cavedone costruito nei pressi dell'attuale Centro Sociale Anziani "Casa del Gufo" in via Luigi Longo. Originariamente il torrente Savena piegava ad est, verso il centro di Bologna, fluendo lungo le attuali via Longo, via Firenze e - per l'appunto - via Cavedone. Con la costruzione del cavedone il Savena venne fatto confluire nel torrente Idice sfruttando in parte il letto del rio Polo e in parte attraverso un nuovo letto artificiale. Il letto originario, rimasto prosciugato, divenne una via di transito, a cui venne dato il nome di via Cavedone nel 1933.
Nel secondo dopoguerra, nella località Cavedone venne realizzato un quartiere popolare, frutto di un intervento del piano INA-Casa, progettato da un gruppo di architetti tra cui Marcello Vittorini, Leonardo Benevolo e Federico Gorio. 
Il complesso residenziale fu costruito tra il 1957 e il 1960, ma dei diciotto edifici a corte previsti ne furono realizzati solamente sette. Il complesso adotta una tipologia a corte, recuperando modelli storici dei rioni operai di inizio Novecento e tradizioni edilizie come l'uso dei laterizi, tipici dell'architettura bolognese. Nella realizzazione del progetto si puntò a una razionalizzazione e all'economia dei processi costruttivi, tramite la serializzazione e la semplificazione degli elementi costruttivi, arrivando all'elaborazione di un solo tipo edilizio abitativo. Il quartere popolare non fu inizialmente gradito dai nuovi residenti, che forse ricollegavano la struttura a corte con il mondo contadino dal quale provenivano.